# Racconigi
Racconigi és un municipi situat al territori de la província de Cuneo, a la regió del Piemont, (Itàlia).
Racconigi limita amb els municipis de Caramagna Piemonte, Carmagnola, Casalgrasso, Cavallerleone, Cavallermaggiore, Lombriasco, Murello, Polonghera i Sommariva del Bosco.

## Galeria

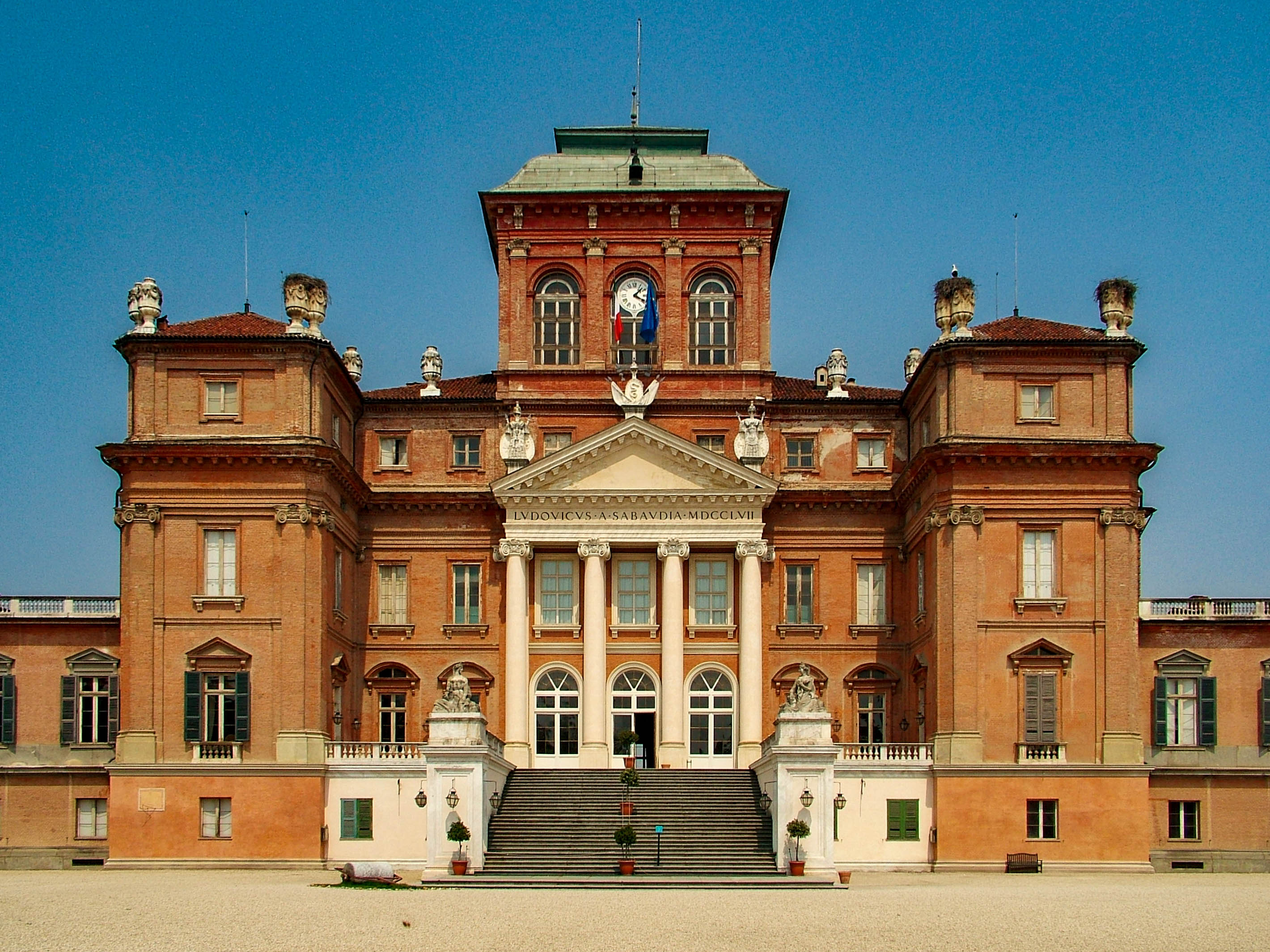
Palau de Racconigi
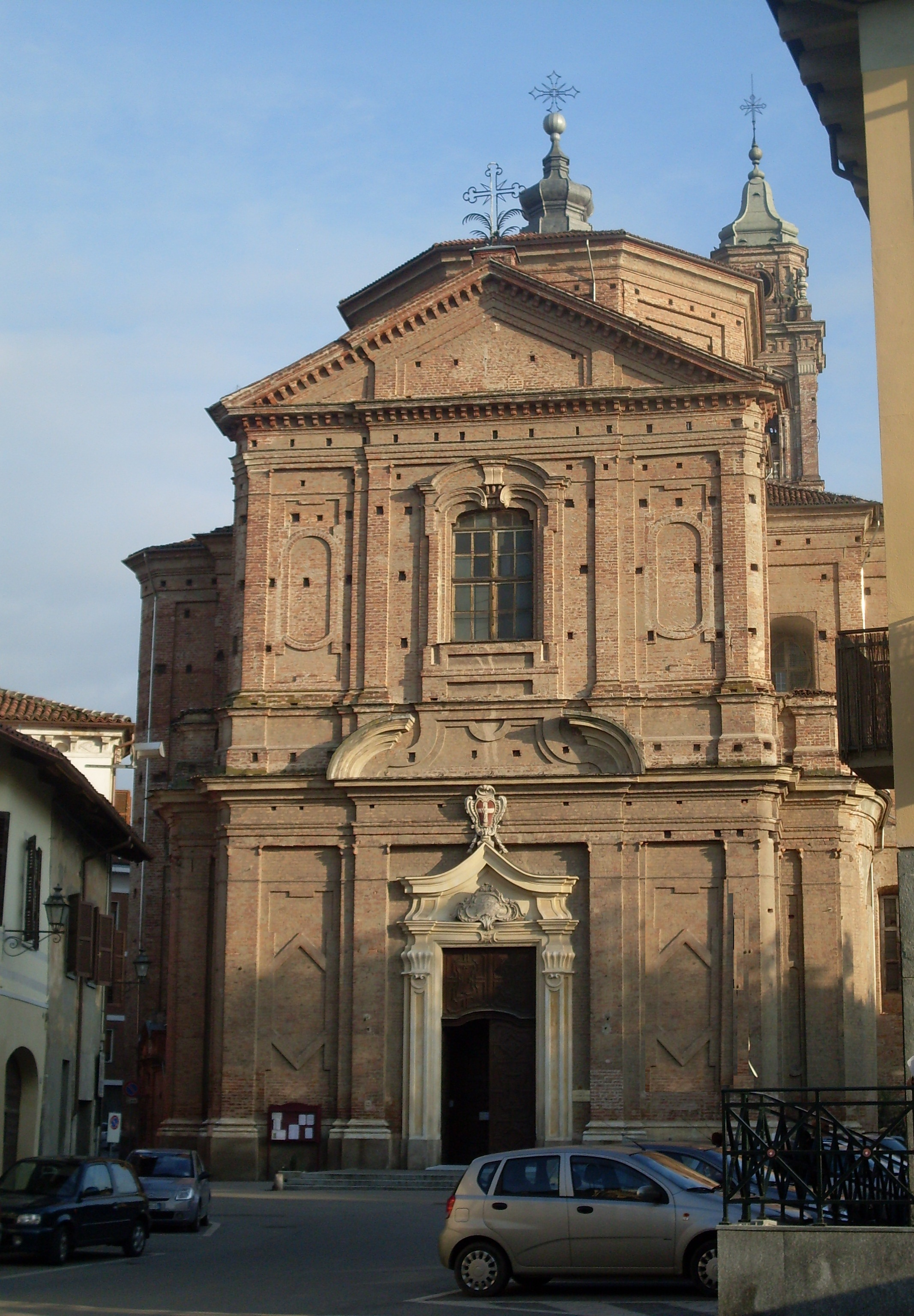
Església de St.Giovanni
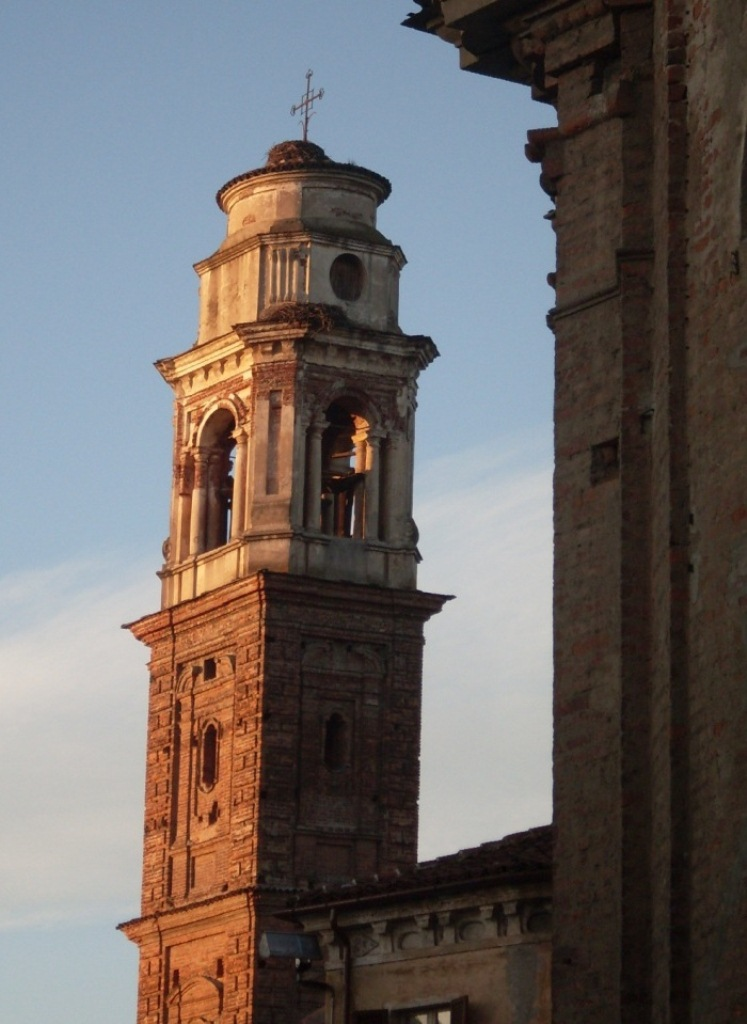
Campanar de S.Giovanni
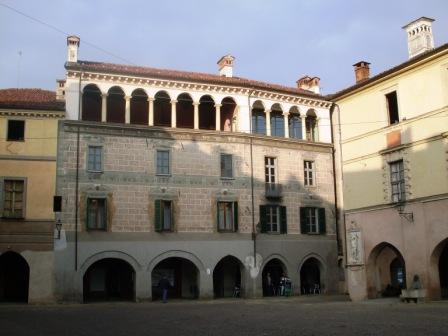
Plaça Vittorio Emanuele II
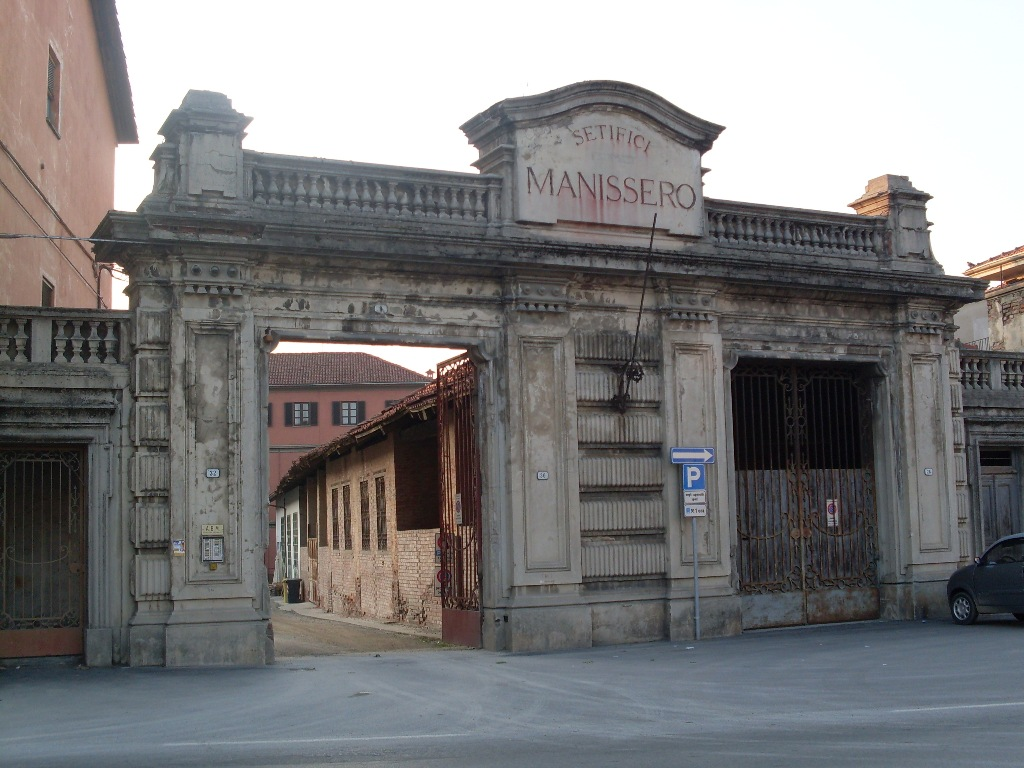
Setificio Manissero